# Europejscy Demokraci (stowarzyszenie)

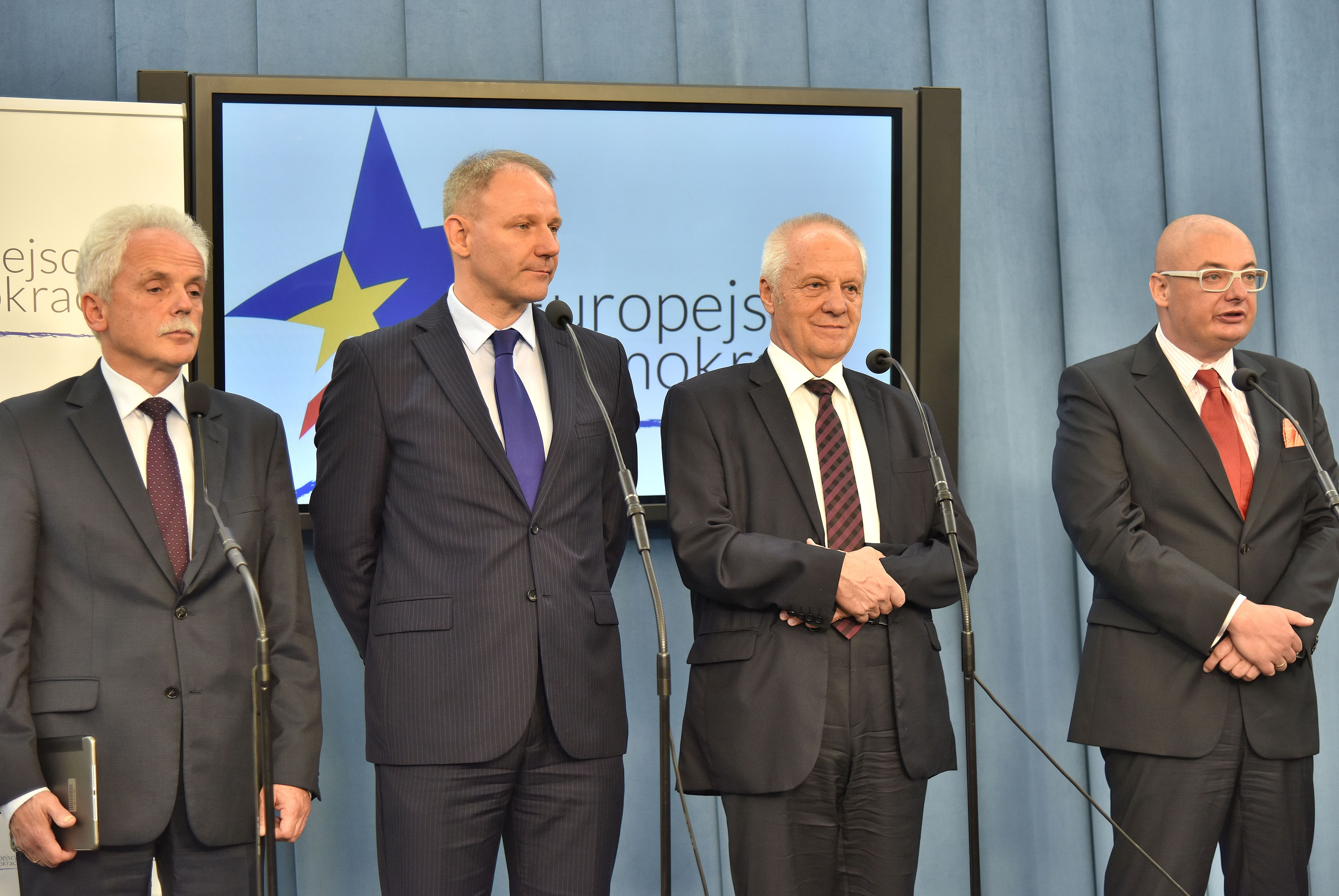
Posłowie-założyciele koła poselskiego Europejscy Demokraci. Stoją od lewej: Stanisław Huskowski, Jacek Protasiewicz, Stefan Niesiołowski i Michał Kamiński

Europejscy Demokraci (ED) – polskie stowarzyszenie o charakterze politycznym, działające przy partii Unia Europejskich Demokratów. Założone zostało 21 października 2016 przez członków powstałego miesiąc wcześniej koła poselskiego ED, a zarejestrowane 13 grudnia 2016. Charakter ugrupowania jest centrowy i proeuropejski, z elementami konserwatywnymi. Stoi ono w twardej opozycji wobec rządu koalicji skupionej wokół Prawa i Sprawiedliwości i popiera działania Komitetu Obrony Demokracji (uczestniczy w koalicji Wolność Równość Demokracja).

## Historia
Powstanie koła poselskiego Europejscy Demokraci, zrzeszającego byłych posłów Platformy Obywatelskiej, ogłoszono 21 września 2016. Stanisław Huskowski, Michał Kamiński i Jacek Protasiewicz zostali wykluczeni z PO 20 lipca tego samego roku, natomiast Stefan Niesiołowski wystąpił z niej w dniu powstania koła. Przewodniczącym koła został Jacek Protasiewicz, a wiceprzewodniczącym Stanisław Huskowski.
Miesiąc po powstaniu koła powołano stowarzyszenie o tej samej nazwie. Wśród jego założycieli znalazł się m.in. poseł PO poprzednich kadencji Tomasz Kulesza. Przewodniczącym został Jacek Protasiewicz, wiceprzewodniczącymi Agata Afeltowicz, Jarosław Perduta i Joanna Szymanderska, sekretarzem Klaudia Klimek, a skarbnikiem Rafał Godlewski. Ze stowarzyszeniem związał się także radny sejmiku lubuskiego Tomasz Możejko, wykluczony w lipcu z PO wraz z trzema posłami (w 2017 przystąpił jednak do stowarzyszenia Kukiz’15). Akces do ED zgłosili w listopadzie Zdzisław Najder czy Bolesław Gleichgewicht.
Lider ED Jacek Protasiewicz zadeklarował chęć współpracy m.in. z Nowoczesną. Stowarzyszenie nawiązało bliższe kontakty z Partią Demokratyczną i Stronnictwem Demokratycznym, z którym podpisało porozumienie. 12 listopada 2016 struktury ED połączyły się z Partią Demokratyczną (formalnie poprzez akces do niej, przy czym stowarzyszenie nie uległo rozwiązaniu), w wyniku czego powstała partia Unia Europejskich Demokratów. Jacek Protasiewicz został I wiceprzewodniczącym tego ugrupowania (na czele UED stanęła dotychczasowa przewodnicząca PD Elżbieta Bińczycka). W grudniu tego samego roku koło poselskie ED przemianowało się formalnie na koło UED, natomiast stowarzyszenie ED zostało zarejestrowane sądownie. W lutym 2018, w wyniku rozwiązania koła UED, posłowie z ED znaleźli się w federacyjnym klubie PSL-UED (Jacek Protasiewicz został jego I wiceprzewodniczącym, w prezydium zasiadł także Michał Kamiński). Od grudnia 2018 do czerwca 2019 Jacek Protasiewicz (zgodnie z umową pomiędzy trzema partiami) zasiadał w klubie Nowoczesnej, po czym wrócił do klubu PSL-UED, który w następnym miesiącu, w związku z poszerzeniem, przekształcił się w klub PSL-Koalicja Polska. Po wyborach parlamentarnych w 2019 jedynymi parlamentarzystami UED (wybranymi z ramienia komitetu PSL) zostali działacze ED – Jacek Protasiewicz uzyskał mandat posła, a Michał Kamiński senatora (obejmując funkcję wicemarszałka). Zasiedli oni w klubie Koalicji Polskiej.

## Parlamentarzyści

### Poseł IX kadencji
- Jacek Protasiewicz, okręg Wrocław

### Senator X kadencji
- Michał Kamiński, okręg Grodzisk Mazowiecki-Otwock-Piaseczno-Pruszków

### Posłowie VIII kadencji
- Stanisław Huskowski, okręg Legnica – do 25 października 2018, wybrany do sejmiku województwa dolnośląskiego
- Michał Kamiński, okręg Warszawa II
- Stefan Niesiołowski, okręg Zielona Góra
- Jacek Protasiewicz, okręg Wrocław